# Trstenke
Trstenke, panova piščal ali siringa (grško syrinx) so glasbilo, ki temelji na akustični resonanci. Sestavljene so iz več cevi, ki se postopoma večajo (in občasno z obodom). Različne vrste trstenk so že dolgo priljubljene kot ljudsko glasbilo. Cevi so običajno izdelane iz bambusa, navadnega trstikovca (Arundo donax) ali lokalnih trsov, pa tudi iz lesa, plastike, kovine in slonovine.
Na Slovenskem poznamo več imen trsténke, trstovínke, trstovinske orglice, večina se nanaša na trstiko, iz katere je glasbilo narejeno.

## Zgodovina
Nastanek siringe ali panove piščali je povezan s Panom, grškim bogom pastirjev in plodnosti čred. Zgodba pravi, da je bil Pan rojen v Arkadiji na gori Likejon, imel je človeški trup, a kozje noge, rep, brado in rogove. Druga legenda pripoveduje, da se je zaljubil v nimfo Siringo, toda v begu pred njim se je spremenila v trstiko, iz katere je užaloščeni Pan urezal piščal.
Del grškega življenja in bistvena sestavina vseh javnih verskih obredov, gostij in družabnih prireditev je bila glasba. Pomembnejši glasbili sta bili lira in piščal. Lira je veljala za glasbilo višjih slojev, piščal pa je bila povezana z Dionizovim kultom.
Siringo ali panovo piščal je sestavljalo sedem med seboj povezanih piščali (lahko jih je bilo tudi več ali manj). Vanje so pihali brez ustnika. V stari Grčiji so bile piščali enako dolge, uglaševali so jih s čepki znotraj cevi; siringo poznamo iz upodobitev v likovni umetnosti in je bila etruščanska in rimska različica.
Zunaj Evrope so podobne piščali našli v južni Ameriki, na Kitajskem, v Polineziji in drugod. Izdelane so iz trstike, bambusa, lesa, kovine ali drugih snovi. 
Najstarejše slikovno pričevanje o trstenkah v Sloveniji imamo na vaški situli iz starejše železne dobe. Danes je prevladalo mnenje, da so bile trstenke predvsem značilno pastirsko glasbilo. Na Slovenskem so jih največ izdelovali na vzhodnem delu, in sicer v okolici Ptuja, v Halozah, na Dolenjskem, pa tudi v Prekmurju, Porabju in na Koroškem.
Na oltarju iz Celeje so upodobljeni vrč, daritvena posodica ter glasbila. Med glasbili je poleg činel in frigijske dvojne piščali tudi panova piščal (2. ali 3. stoletje, Pokrajinski muzej v Celju).

## Zgradba
Cevi trstenk so na enem koncu zaprte, pri čemer se stalni val odbija in daje ton, ki je za oktavo nižji od tistega, ki ga proizvaja odprta cev enakega obsega. V tradicionalnem južnoameriškem slogu so cevi natančno nastavljene tako, da dajo majhne kamenčke ali suho koruzno zrno v dno cevi, da se pravilno prilagodijo. Sodobni ustvarjalci ukrivljenih romunskih trstenk uporabljajo vosek (običajno čebelji vosek), da se prilagajajo novim glasbilom. Za vgradnjo ali odstranjevanje voska uporabljamo posebno orodje. Prav tako se uporabljajo pluta in gumijasti zamaški, da se cevi enostavno in hitro prilagajajo.

### Akustika
Trstenke so pihalo. Zvok nastane zaradi vibracij zračnega toka, ki piha čez odprtino na koncu resonančne cevi. Dolžina cevi določa osnovno frekvenco. Pretiran harmonični register je blizu 12-tega nad temeljnim cilindričnim cevnim sistemom, lahko pa se približuje oktavnemu skoku (osem), če se uporablja zmanjševalna konica.
V skladu s temeljnim načelom za trstenke sta frekvenca in dolžina cevi obratno sorazmerni. Vsakič, ko se poravna višina ene oktave, se frekvenca podvoji. Ker je v sodobni temperirani kromatični lestvici 12 not ali polna oktava, se vsaka polovica koraka v kromatični lestvici pomnoži z dvanajstim korenom od 2, da se dobi nota poleg nje. S tem je mogoče izračunati dolžino katere koli cevi, če poznamo dolžino katere koli cevi. Formula za izračun dolžine cevi za trstenke je L = (c / f) / 4 ("teoretična dolžina" L je enaka hitrosti zvoka c = 343 m / s, deljena z želeno frekvenco v hertzu f, ki je količina, deljena s 4, kar poenostavljeno pomeni: dolžina cevi (v centimetrih) × frekvenca (v hertzih) = 8575). Zaradi lastnosti stiskanja v cevi mora biti dolžina nekoliko manjša, da se popravi osnovna intonacija. Dodatna dolžina je koristna za izdelovalca, ki lahko na dnu uporablja pluto ali vtič, da prilagodi višino. Nekateri instrumenti uporabljajo vosek ali vtič, da bi prilagodili temeljni tlak vsake cevi. Cev, ki ima premer 1/10 svoje dolžine, daje tipično barvo tona. Razpon notranjega premera med 1/7 in 1/14 dolžine L je sprejemljiv. Ozka cev bo dala "piskajoč" zvok, medtem ko bo široka dala zvok "flavte". Če ste perfekcionist, pomnožite premer vrtine za 0,82 in odštejte to vrednost od dolžine cevi.

## Igranje
Na trstenko se igra s pihanjem vodoravno prek odprtega konca proti ostremu notranjemu robu cevi. Vsaka cev je nastavljena na osnovni ton, ki se imenuje osnovna frekvenca. S preobremenitvijo, to je povečanjem pritiska dihanja in napetosti ustnic, se lahko proizvedejo tudi neobičajni toni. Romunska trstika ima cevi, razporejene v ukrivljenem nizu, ki omogočajo igralcu, da zlahka doseže vse tone tako, da enostavno obrne glavo. Ta glasbila lahko prav tako igrajo vse višaje in nižaje s posebno tehniko tako pri nagibanju gibov cevi in čeljusti, s čimer se zmanjša velikost odprtine cevi in povzroči spremembo nagiba. Spreten igralec lahko igra v kateri koli skali in v katerem koli ključu. Obstajata dva načina, ročni vibrato in dihalni vibrato.

## Različice
Trstenke z ukrivljenimi cevmi so popularizirali romunski glasbenik Gheorghe Zamfir, ki je v 1970-ih izdal več albumov filmske glasbe, in nekaj drugih umetnikov, ki so začeli snemati hkrati. Danes je na tisoče predanih igralcev po Evropi, Aziji in Ameriki. Ukrivljene in tradicionalne južnoameriške različice so prav tako zelo priljubljene v perujskih tradicionalnih skupinah, v andski glasbi so nekatere narejene iz hrastovega lesa.
V Laosu in na Tajskem poznajo valjasto različico, imenovano vot, ki se uporablja v ljudski glasbi v pokrajini Isan. Igralec spremeni note z vrtenjem instrumenta z rokami in ne s premiki glave.

### Vrste
- paisiao
- vot
- nai (Romunija, Moldavija); nai je tudi romunska beseda za bližnjevzhodno trstenko nev
- siku
- kuvica, sviralo, rebro, nai (Ukrajina)
- malo trstenko so uporabljali galicijski potujoči brusilci nožev v Španiji, Argentini in Mehiki, pihali so hitro in glasno, da so sporočili  prihod v sosesko. Tradicionalno so bile iz lesa, vendar so novejše iz plastike
- firlinfeu je priljubljen ljudski instrument v Brianzi, v pokrajini Monzi in južnih straneh pokrajin Lecco in Como (Italija)
- quill, afroameriški instrument, znan predvsem po posnetkih Henryja Thomasa v 1920-ih in blues glasbeniku Sidu Hemphillu
- soinari
- larchemi

## Pomembni glasbeniki
- Madalina Luca (Romunija)
- Andreea Chira (Romunija)
- Damian Draghici (Romunija)
- Dana Dragomir (Romunija /Švedska)
- Ryan Walt (Južna Afrika)
- Fănică Luca (Romunija)
- Radu Simion (Romunija /Francija)
- Simion Stanciu (Romunija /Švica) – znan po vzdevku Syrinx
- Gheorghe Zamfir (Romunija)